# Kozin (województwo mazowieckie)
Kozin – wieś w Polsce położona w województwie mazowieckim, w powiecie przasnyskim, w gminie Krasne. Ma status sołectwa.
W latach 1975–1998 miejscowość administracyjnie należała do województwa ciechanowskiego.